# Liste von Sakralbauten in Haltern am See
Die Liste von Sakralbauten in Haltern am See enthält die Kirchengebäude und andere Sakralbauten in der Stadt Haltern am See. Daneben existiert noch eine Vielzahl von religiösen Kleinbauten wie Prozessionskapellen, Wegekapellen und Bildstöcken sowie Wegkreuzen.

## Evangelische Kirchen und Gemeindezentren
| Abbildung | Name                              | Standort                                                             | Bauzeit   | Bemerkungen |
| --------- | --------------------------------- | -------------------------------------------------------------------- | --------- | ----------- |
| ·         | Erlöserkirche                     | Hennewiger Weg 8, 45721 Haltern am See 51,74595° N, 7,18001° O       | 1911–1912 |             |
|           | Gemeindezentrum Blickpunkt        | 45721 Haltern am See-Sythen 51,77069° N, 7,21909° O                  |           |             |
|           | Gemeindezentrum Bodelschwinghhaus | 45721 Haltern am See-Flaesheim 51,71843° N, 7,22778° O               |           |             |
|           | Gemeindezentrum im Hundel         | Im Hundel, 45721 Haltern am See-Lippramsdorf 51,71667° N, 7,10028° O |           |             |

## Katholische Kirchen und Kapellen
| Abbildung | Name                                        | Standort                                                                                    | Bauzeit                                                                     | Bemerkungen |
| --------- | ------------------------------------------- | ------------------------------------------------------------------------------------------- | --------------------------------------------------------------------------- | --- |
| ·         | Pfarrkirche St. Sixtus                      | 45721 Haltern am See 51,74237° N, 7,18722° O                                                | 1870 – 1875                                                                 | |
| ·         | St. Laurentius                              | 45721 Haltern am See 51,74378° N, 7,17299° O                                                | Konsekration am 12. und 13. November 1955                                   | am 19. Mai 2024 profaniert; wird im Herbst 2024 abgerissen, die Klais-Orgel erhält die Wallfahrtskirche neben der Kapelle auf dem Annaberg. |
| ·         | St. Marien                                  | 45721 Haltern am See 51,74734° N, 7,18608° O                                                | Einweihung 23.6.1965                                                        | |
| ·         | St. Andreas                                 | 45721 Haltern am See-Hullern 51,73628° N, 7,28985° O                                        | 1895–1897                                                                   | |
| ·         | Pilgerkirche St. Anna                       | Annaberg, 45721 Haltern am See 51,72563° N, 7,1553° O                                       | 1969                                                                        | |
| ·         | St. Antonius                                | 45721 Haltern am See-Lavesum 51,77912° N, 7,16328° O                                        | 1921–1924                                                                   | |
| ·         | Heilig Kreuz                                | 45721 Haltern am See-Hamm 51,72174° N, 7,16844° O                                           | 12. Jh., Turm 19. Jh.                                                       | |
| ·         | St. Joseph                                  | 45721 Haltern am See-Sythen 51,77389° N, 7,22417° O                                         | 1909–1910                                                                   | Großzügige Erweiterung 1957 2013 Umbau und Integration von Kontaktbüro, Pfarrheim, Bücherei und Kindergartengruppe in das Kirchengebäude    |
| ·         | St. Lambertus                               | 45721 Haltern am See-Lippramsdorf 51,71417° N, 7,09639° O                                   | 1951 Wiederaufbau nach schweren Kriegsschäden                               | |
| ·         | Stiftskirche St. Maria-Magdalena            | 45721 Haltern am See-Flaesheim 51,72° N, 7,23278° O                                         | nach 1166                                                                   | |
| ·         | Annabergkapelle                             | Annaberg, 45721 Haltern am See 51,72585° N, 7,15547° O                                      | ca. 1674 (Kirchenschiff) ca. 1691 Chorraum                                  | |
| ·         | alte Antoniuskapelle                        | 45721 Haltern am See-Lavesum 51,7793° N, 7,16228° O                                         | 1467 / 1652                                                                 | |
| ·         | Katharinenkapelle                           | 45721 Haltern am See – Hamm-Bossendorf 51,72903° N, 7,18895° O                              | Anfang 12. Jh                                                               | |
| ·         | Schlosskapelle Sythen                       | 45721 Haltern am See 51,76905° N, 7,23041° O                                                | 1496 erste urkund. Erwähnung 1707 Baumaßnahmen und Aufstockung des Gebäudes | Kapelle wird heute für Trauungen etc. genutzt                                                                                               |
| ·         | Tannenbergkapelle                           | 45721 Haltern am See 51,74339° N, 7,1137° O                                                 | 1960–1962                                                                   | |
|           | Kapelle im Altenheim St. Anna               | Annaberg 40, 45721 Haltern am See 51,72888° N, 7,1549° O                                    | Nachkriegszeit                                                              | |
|           | Kapelle im Könzgenheim                      | Anaberg, 45721 Haltern am See 51,72857° N, 7,15546° O                                       |                                                                             | |
|           | Ludgeruskapelle Gilwell St. Ludger          | Annaberg, 45721 Haltern am See 51,72517° N, 7,153° O                                        | 1961                                                                        | |
|           | Krankenhauskapelle St. Sixtus               | Sixtusstraße, 45721 Haltern am See 51,7451° N, 7,1934° O                                    | 1912–1914                                                                   | |
|           | Kapelle zur Heiligen Familie                | 45721 Haltern am See-Sythen 51,77148° N, 7,21759° O                                         | 1993–1994                                                                   | |
|           | Marienkapelle "zur Trösterin der Betrübten" | Hof Belustedde, Dorstener Straße, 45721 Haltern am See-Lippramsdorf 51,70385° N, 7,08011° O | 2011                                                                        | verkleinerte Kopie der Gnadenkapelle von Kevelaer                                                                                           |

## Neuapostolische Kirche
| Abbildung | Name                                  | Standort                                                           | Bauzeit | Bemerkungen |
| --------- | ------------------------------------- | ------------------------------------------------------------------ | ------- | ----------- |
|           | Neuapostolische Kirche Haltern am See | Holtwicker Straße 58, 45721 Haltern am See 51,74574° N, 7,17772° O |         |             |

## Friedhofskapellen und Trauerhallen
| Abbildung | Name                                 | Standort                                                        | Bauzeit | Bemerkungen |
| --------- | ------------------------------------ | --------------------------------------------------------------- | ------- | ----------- |
|           | Trauerhalle Kommunalfriedhof Sundern | Sundernstraße, 45721 Haltern am See 51,75483° N, 7,16531° O     |         |             |
|           | Trauerhalle Evangelischer Friedhof   | Holtwicker Straße, 45721 Haltern am See 51,74831° N, 7,16912° O |         |             |
|           | Friedhofskapelle St. Sixtus          | 45721 Haltern am See 51,7409° N, 7,1911° O                      |         |             |
|           | Trauerhalle Hullern                  | Antruper Straße, 45721 Haltern am See 51,72953° N, 7,28258° O   |         |             |
|           | Trauerhalle Kommunalfriedhof Sythen  | 45721 Haltern am See-Sythen 51,78026° N, 7,21491° O             |         |             |
|           | Trauerhalle Waldfriedhof Flaesheim   | 45721 Haltern am See 51,71671° N, 7,22517° O                    |         |             |
|           | Trauerhalle Friedhof Lippramsdorf    | 45721 Haltern am See 51,72031° N, 7,08987° O                    |         |             |